# 国司就連
国司 就連（くにし なりつら）は、戦国時代の武将。毛利氏の家臣。

## 生涯
詳しい系譜や生年は不明だが毛利氏家臣の国司氏に生まれ、毛利元就に仕える。
享禄5年（1532年）7月13日付の毛利氏家臣団32名が互いの利害調整を元就に要請した連署起請文では、21番目に「國司助三郎就連」と署名している。
天文9年（1540年）に始まる吉田郡山城の戦いにも参加し、同年9月12日の堀縄手における尼子軍との合戦注文の筆頭に「國司助三郎」と記されている。また、10月11日の青山における合戦で首1つを得る武功を挙げ、天文10年（1541年）1月13日に宮崎長尾の尼子軍を攻撃した際にも首1つを挙げている。
没年は不明。